# せんがわ劇場市民アンサンブル
せんがわ劇場アンサンブル（せんがわげきじょうアンサンブル）とは、プロの俳優やスタッフと市民ボランティアから成る舞台芸術チーム。調布市の市営劇場である調布市せんがわ劇場が企画するアンサンブル公演の出演、舞台製作、会場運営を行う。

## コンセプト
市民が演劇や音楽といった芸術に親しむための場、文化的なステータスを高めるための場として2007年に結成。2011年4月には「せんがわ劇場市民アンサンブル」に名称を変更した。

## 経過
- 2008年
  - せんがわ劇場0番目企画『時の物置』（演出／ペーター・ゲスナー、作／永井愛、2月16日 - 2月24日）
  - せんがわ劇場0番目企画『モバイル』（演出／ペーター・ゲスナー、作／セルジ・ベルベル、2月27日 - 3月2日）
  - 第1回公演『愛ってなに？』（演出／ペーター・ゲスナー、作／テアトル・ローテ・グルッツェ、6月20日 - 6月22日）
  - 第2回公演『ロミオとジュリエット』（演出：宮崎真子、作／ウィリアム・シェイクスピア、8月9日 - 8月17日）
  - 第3回公演『雪の女王』 （演出／ペーター・ゲスナー、作／アンデルセン、12月19日 - 12月23日）
- 2009年
  - 第4回公演『THE WINDS OF GOD  - 零のかなたへ - 』（原作・脚本・演出／今井雅之、3月14日 - 3月22日）
  - 第5回公演『星の王子さま』（演出／ペーター・ゲスナー、作／サン＝テグジュペリ、5月15日 - 5月19日）
  - 第6回公演『THE WINDS OF GOD -零のかなたへ-』（原作・脚本・演出／今井雅之、10月23日 - 10月31日）
- 2010年
  - 第7回公演『人形演劇“銀河鉄道の夜”』（作劇・演出／黒谷都、作／宮沢賢治、1月21日 - 1月24日）
  - 第8回公演『新羅生門』（作・演出／横内謙介、3月13日 - 3月22日）
  - 第9回公演『オンディーヌ』（演出／ペーター・ゲスナー、作／ジャン・ジロドゥ、10月8日 - 10月17日）
  - 第10回公演 親と子のクリスマス・メルヘン『星の王子さま』（演出／ペーター・ゲスナー、作／サン＝テグジュペリ、12月15日 - 12月23日）
- 2011年
  - 第11回公演 親と子のクリスマス・メルヘン『クリスマス・キャロル』（演出／菊池准、作／チャールズ・ディケンズ、12月17日 - 12月25日）
- 2012年
  - 第12回公演 親と子のクリスマス・メルヘン『アンデルセンの卵』（演出／笠原真志、作／林周一、12月15日 - 12月24日）